# Interlands Turks voetbalelftal 2020-2029
Deze pagina toont een chronologisch en gedetailleerd overzicht van de interlands die het Turks voetbalelftal speelt en heeft gespeeld in de periode 2020 – 2029.

## Interlands

### 2020
|                                                                                     |         |                        |           |                                                                                                |
| 3 september UEFA Nations League Groep B3 № 579 «onderlinge duels» 21:45 uur (UTC+3) | Turkije | 0 – 1                  | Hongarije | Nieuw Sivas 4 september-stadion, Sivas Toeschouwers: 0 Scheidsrechter: Artur Soares Dias (POR) |
| 3 september UEFA Nations League Groep B3 № 579 «onderlinge duels» 21:45 uur (UTC+3) |         | 81' Dominik Szoboszlai |           | Nieuw Sivas 4 september-stadion, Sivas Toeschouwers: 0 Scheidsrechter: Artur Soares Dias (POR) |

|                                                                                     |        |       |         |                                                                                    |
| 6 september UEFA Nations League Groep B3 № 580 «onderlinge duels» 20:45 uur (UTC+2) | Servië | 0 – 0 | Turkije | Rode Sterstadion, Belgrado Toeschouwers: 0 Scheidsrechter: Aleksej Koelbakov (BLR) |
| 6 september UEFA Nations League Groep B3 № 580 «onderlinge duels» 20:45 uur (UTC+2) |        |       |         | Rode Sterstadion, Belgrado Toeschouwers: 0 Scheidsrechter: Aleksej Koelbakov (BLR) |

|                                                                        |                                                               |       |                                                      |                                                                                    |
| 7 oktober Vriendschappelijk № 581 «onderlinge duels» 20:45 uur (UTC+2) | Duitsland                                                     | 3 – 3 | Turkije                                              | RheinEnergieStadion, Keulen Toeschouwers: 300 Scheidsrechter: Benoît Bastien (FRA) |
| 7 oktober Vriendschappelijk № 581 «onderlinge duels» 20:45 uur (UTC+2) | Julian Draxler 45+1' Florian Neuhaus 58' Luca Waldschmidt 81' |       | 50' Ozan Tufan 67' Efecan Karaca 90+4' Kenan Kamaran | RheinEnergieStadion, Keulen Toeschouwers: 300 Scheidsrechter: Benoît Bastien (FRA) |

|                                                                                    |                       |       |                   |                                                                       |
| 11 oktober UEFA Nations League Groep B3 № 582 «onderlinge duels» 21:45 uur (UTC+3) | Rusland               | 1 – 1 | Turkije           | VTB Arena, Moskou Toeschouwers: 5.019 Scheidsrechter: Matej Jug (SVN) |
| 11 oktober UEFA Nations League Groep B3 № 582 «onderlinge duels» 21:45 uur (UTC+3) | Anton Mirantsjoek 28' |       | 62' Kenan Karaman | VTB Arena, Moskou Toeschouwers: 5.019 Scheidsrechter: Matej Jug (SVN) |

|                                                                                    |                                     |       |                                                     |                                                                                         |
| 14 oktober UEFA Nations League Groep B3 № 583 «onderlinge duels» 21:45 uur (UTC+3) | Turkije                             | 2 – 2 | Servië                                              | Türk Telekom Stadyumu, Istanboel Toeschouwers: 519 Scheidsrechter: Georgi Kabakov (BUL) |
| 14 oktober UEFA Nations League Groep B3 № 583 «onderlinge duels» 21:45 uur (UTC+3) | Hakan Çalhanoğlu 57' Ozan Tufan 76' |       | 22' Sergej Milinković-Savić 49' Aleksandar Mitrović | Türk Telekom Stadyumu, Istanboel Toeschouwers: 519 Scheidsrechter: Georgi Kabakov (BUL) |

|                                                                          |                                                        |       |                                                      |                                                                              |
| 11 november Vriendschappelijk № 584 «onderlinge duels» 20:45 uur (UTC+3) | Turkije                                                | 3 – 3 | Kroatië                                              | Vodafone Park, Istanboel Toeschouwers: 0 Scheidsrechter: Slavko Vinčić (SVN) |
| 11 november Vriendschappelijk № 584 «onderlinge duels» 20:45 uur (UTC+3) | Cenk Tosun 23' (pen.) Deniz Türüç 41' Cengiz Ünder 58' |       | 32' Ante Budimir 53' Mario Pašalić 56' Josip Brekalo | Vodafone Park, Istanboel Toeschouwers: 0 Scheidsrechter: Slavko Vinčić (SVN) |

|                                                                                     |                                                          |       |                                          |                                                                                          |
| 15 november UEFA Nations League Groep B3 № 585 «onderlinge duels» 20:00 uur (UTC+3) | Turkije                                                  | 3 – 2 | Rusland                                  | Şükrü Saracoğlustadion, Istanboel Toeschouwers: 0 Scheidsrechter: Szymon Marciniak (POL) |
| 15 november UEFA Nations League Groep B3 № 585 «onderlinge duels» 20:00 uur (UTC+3) | Kenan Karaman 26' Cengiz Ünder 32' Cenk Tosun 52' (pen.) |       | 11' Denis Tsjerysjev 57' Daler Koezjajev | Şükrü Saracoğlustadion, Istanboel Toeschouwers: 0 Scheidsrechter: Szymon Marciniak (POL) |

|                                                                                     |                                   |       |         |                                                                             |
| 18 november UEFA Nations League Groep B3 № 586 «onderlinge duels» 20:45 uur (UTC+1) | Hongarije                         | 2 – 0 | Turkije | Puskás Aréna, Boedapest Toeschouwers: 0 Scheidsrechter: Ivan Kružliak (SVK) |
| 18 november UEFA Nations League Groep B3 № 586 «onderlinge duels» 20:45 uur (UTC+1) | Dávid Sigér 57' Kevin Varga 90+5' |       |         | Puskás Aréna, Boedapest Toeschouwers: 0 Scheidsrechter: Ivan Kružliak (SVK) |

### 2021
|                                                                             |                                                                                |       |                                    |                                                                                           |
| 24 maart WK-kwalificatie Groep G № 587 «onderlinge duels» 19:00 uur (UTC+3) | Turkije                                                                        | 4 – 2 | Nederland                          | Atatürk Olympisch Stadion, Istanboel Toeschouwers: 0 Scheidsrechter: Michael Oliver (ENG) |
| 24 maart WK-kwalificatie Groep G № 587 «onderlinge duels» 19:00 uur (UTC+3) | Burak Yılmaz 15' Burak Yılmaz 34' (pen.) Hakan Çalhanoğlu 46' Burak Yılmaz 81' |       | 75' Davy Klaassen 76' Luuk de Jong | Atatürk Olympisch Stadion, Istanboel Toeschouwers: 0 Scheidsrechter: Michael Oliver (ENG) |

|                                                                             |           |                                                 |         |                                                                                                |
| 27 maart WK-kwalificatie Groep G № 588 «onderlinge duels» 18:00 uur (UTC+1) | Noorwegen | 0 – 3                                           | Turkije | Estadio La Rosaleda, Málaga (Spanje) Toeschouwers: 0 Scheidsrechter: Alejandro Hernández (ESP) |
| 27 maart WK-kwalificatie Groep G № 588 «onderlinge duels» 18:00 uur (UTC+1) |           | 4' Ozan Tufan 28' Çağlar Söyüncü 59' Ozan Tufan |         | Estadio La Rosaleda, Málaga (Spanje) Toeschouwers: 0 Scheidsrechter: Alejandro Hernández (ESP) |

|                                                                             |                                                               |       |                                                                 |                                                                                               |
| 30 maart WK-kwalificatie Groep G № 589 «onderlinge duels» 21:45 uur (UTC+3) | Turkije                                                       | 3 – 3 | Letland                                                         | Atatürk Olympisch Stadion, Istanboel Toeschouwers: 223 Scheidsrechter: Daniel Stefański (POL) |
| 30 maart WK-kwalificatie Groep G № 589 «onderlinge duels» 21:45 uur (UTC+3) | Kenan Karaman 2' Hakan Çalhanoğlu 33' Burak Yılmaz 52' (pen.) |       | 35' Roberts Savaļnieks 58' Roberts Uldriķis 79' Dāvis Ikaunieks | Atatürk Olympisch Stadion, Istanboel Toeschouwers: 223 Scheidsrechter: Daniel Stefański (POL) |

|                                                                     |                                     |       |                   |                                                                                      |
| 27 mei Vriendschappelijk № 590 «onderlinge duels» 20:00 uur (UTC+3) | Turkije                             | 2 – 1 | Azerbeidzjan      | Bahçeşehir Okullarıstadion, Alanya Toeschouwers: 400 Scheidsrechter: Genc Nuza (KOS) |
| 27 mei Vriendschappelijk № 590 «onderlinge duels» 20:00 uur (UTC+3) | Halil Dervişoğlu 34' Kaan Ayhan 45' |       | 28' Emin Mahmudov | Bahçeşehir Okullarıstadion, Alanya Toeschouwers: 400 Scheidsrechter: Genc Nuza (KOS) |

|                                                                     |         |       |        |                                                                               |
| 31 mei Vriendschappelijk № 591 «onderlinge duels» 20:00 uur (UTC+3) | Turkije | 0 – 0 | Guinee | Antalyastadion, Antalya Toeschouwers: 500 Scheidsrechter: Aliyar Ağayev (AZE) |
| 31 mei Vriendschappelijk № 591 «onderlinge duels» 20:00 uur (UTC+3) |         |       |        | Antalyastadion, Antalya Toeschouwers: 500 Scheidsrechter: Aliyar Ağayev (AZE) |

|                                                                     |                                   |       |          |                                                                                  |
| 3 juni Vriendschappelijk № 592 «onderlinge duels» 19:00 uur (UTC+2) | Turkije                           | 2 – 0 | Moldavië | Benteler-Arena, Paderborn Toeschouwers: 0 Scheidsrechter: Sascha Stegemann (GER) |
| 3 juni Vriendschappelijk № 592 «onderlinge duels» 19:00 uur (UTC+2) | Burak Yılmaz 58' Cengiz Ünder 77' |       |          | Benteler-Arena, Paderborn Toeschouwers: 0 Scheidsrechter: Sascha Stegemann (GER) |

| EK 2020 |
| ------- |

|                                                                                           |         |         |                                                                | |
| 11 juni EK-eindronde Openingswedstrijd Groep A № 593 «onderlinge duels» 21:00 uur (UTC+2) | Turkije | 0 – 3   | Italië                                                         | Stadio Olimpico, Rome Toeschouwers: 12.916 Scheidsrechter: Danny Makkelie (NED) Video-assistent: Kevin Blom (NED) |
| 11 juni EK-eindronde Openingswedstrijd Groep A № 593 «onderlinge duels» 21:00 uur (UTC+2) |         | Verslag | 53' (e.d.) Merih Demiral 66' Ciro Immobile 79' Lorenzo Insigne | Stadio Olimpico, Rome Toeschouwers: 12.916 Scheidsrechter: Danny Makkelie (NED) Video-assistent: Kevin Blom (NED) |

|                                                                         |         |         |                                       | |
| 16 juni EK-eindronde Groep A № 594 «onderlinge duels» 20:00 uur (UTC+4) | Turkije | 0 – 2   | Wales                                 | Olympisch Stadion, Bakoe Toeschouwers: 19.762 Scheidsrechter: Artur Soares Dias (POR) Video-assistent: João Pinheiro (POR) |
| 16 juni EK-eindronde Groep A № 594 «onderlinge duels» 20:00 uur (UTC+4) |         | Verslag | 42' Aaron Ramsey 90+5' Connor Roberts | Olympisch Stadion, Bakoe Toeschouwers: 19.762 Scheidsrechter: Artur Soares Dias (POR) Video-assistent: João Pinheiro (POR) |

|                                                                         |                                                            |         |                       | |
| 20 juni EK-eindronde Groep A № 595 «onderlinge duels» 20:00 uur (UTC+4) | Zwitserland                                                | 3 – 1   | Turkije               | Olympisch Stadion, Bakoe Toeschouwers: 17.138 Scheidsrechter: Slavko Vinčić (SVN) Video-assistent: Bastian Dankert (GER) |
| 20 juni EK-eindronde Groep A № 595 «onderlinge duels» 20:00 uur (UTC+4) | Haris Seferović 6' Xherdan Shaqiri 26' Xherdan Shaqiri 68' | Verslag | 62' İrfan Can Kahveci | Olympisch Stadion, Bakoe Toeschouwers: 17.138 Scheidsrechter: Slavko Vinčić (SVN) Video-assistent: Bastian Dankert (GER) |

|  |  |  |  |  |  |  |  |  |

|                                                                                |                                  |       |                                        | |
| 1 september WK-kwalificatie Groep G № 596 «onderlinge duels» 21:45 uur (UTC+3) | Turkije                          | 2 – 2 | Montenegro                             | Vodafone Park, Istanboel Toeschouwers: 12.472 Scheidsrechter: Benoît Bastien (FRA) Video-assistent: Benoît Millot (FRA) |
| 1 september WK-kwalificatie Groep G № 596 «onderlinge duels» 21:45 uur (UTC+3) | Cengiz Ünder 9' Yusuf Yazıcı 31' |       | 40' Adam Marušić 90+7' Risto Radunović | Vodafone Park, Istanboel Toeschouwers: 12.472 Scheidsrechter: Benoît Bastien (FRA) Video-assistent: Benoît Millot (FRA) |

|                                                                                |           |                                                             |         | |
| 4 september WK-kwalificatie Groep G № 597 «onderlinge duels» 20:45 uur (UTC+2) | Gibraltar | 0 – 3                                                       | Turkije | Victoriastadion, Gibraltar Toeschouwers: 702 Scheidsrechter: Kristo Tohver (EST) Video-assistent: Allard Lindhout (NED) |
| 4 september WK-kwalificatie Groep G № 597 «onderlinge duels» 20:45 uur (UTC+2) |           | 54' Halil Dervişoğlu 65' Hakan Çalhanoğlu 83' Kenan Karaman |         | Victoriastadion, Gibraltar Toeschouwers: 702 Scheidsrechter: Kristo Tohver (EST) Video-assistent: Allard Lindhout (NED) |

|                                                                                | |       |                    | |
| 7 september WK-kwalificatie Groep G № 598 «onderlinge duels» 20:45 uur (UTC+2) | Nederland | 6 – 1 | Turkije            | Johan Cruijff ArenA, Amsterdam Toeschouwers: 31.389 Scheidsrechter: Daniele Orsato (ITA) Video-assistent: Maurizio Mariani (ITA) |
| 7 september WK-kwalificatie Groep G № 598 «onderlinge duels» 20:45 uur (UTC+2) | Davy Klaassen 1' Memphis Depay 16' Memphis Depay 38' (pen.) Memphis Depay 54' Guus Til 80' Donyell Malen 90' |       | 90+2' Cengiz Ünder | Johan Cruijff ArenA, Amsterdam Toeschouwers: 31.389 Scheidsrechter: Daniele Orsato (ITA) Video-assistent: Maurizio Mariani (ITA) |

|                                                                              |                     |       |                         | |
| 8 oktober WK-kwalificatie Groep G № 599 «onderlinge duels» 21:45 uur (UTC+3) | Turkije             | 1 – 1 | Noorwegen               | Şükrü Saracoğlustadion, Istanboel Toeschouwers: 21.408 Scheidsrechter: Felix Brych (GER) Video-assistent: Marco Fritz (GER) |
| 8 oktober WK-kwalificatie Groep G № 599 «onderlinge duels» 21:45 uur (UTC+3) | Kerem Aktürkoğlu 6' |       | 41' Kristian Thorstvedt | Şükrü Saracoğlustadion, Istanboel Toeschouwers: 21.408 Scheidsrechter: Felix Brych (GER) Video-assistent: Marco Fritz (GER) |

|                                                                               |                          |       |                                             | |
| 11 oktober WK-kwalificatie Groep G № 600 «onderlinge duels» 21:45 uur (UTC+3) | Letland                  | 1 – 2 | Turkije                                     | Daugavastadion, Riga Toeschouwers: 2.453 Scheidsrechter: Andreas Ekberg (SWE) Video-assistent: Daniel Siebert (GER) |
| 11 oktober WK-kwalificatie Groep G № 600 «onderlinge duels» 21:45 uur (UTC+3) | Merih Demiral 70' (e.d.) |       | 76' Serdar Dursun 90+9' (pen.) Burak Yılmaz | Daugavastadion, Riga Toeschouwers: 2.453 Scheidsrechter: Andreas Ekberg (SWE) Video-assistent: Daniel Siebert (GER) |

|                                                                                | |       |           | |
| 13 november WK-kwalificatie Groep G № 601 «onderlinge duels» 20:00 uur (UTC+3) | Turkije | 6 – 0 | Gibraltar | Başakşehir Fatih Terimstadion, Istanboel Toeschouwers: 8.895 Scheidsrechter: Sergiej Bojko (UKR) Video-assistent: Jevhen Aranovsky (UKR) |
| 13 november WK-kwalificatie Groep G № 601 «onderlinge duels» 20:00 uur (UTC+3) | Kerem Aktürkoğlu 11' Halil Dervişoğlu 38' Halil Dervişoğlu 41' Merih Demiral 65' Serdar Dursun 81' Mert Müldür 84' |       |           | Başakşehir Fatih Terimstadion, Istanboel Toeschouwers: 8.895 Scheidsrechter: Sergiej Bojko (UKR) Video-assistent: Jevhen Aranovsky (UKR) |

|                                                                                |                  |       |                                      | |
| 16 november WK-kwalificatie Groep G № 602 «onderlinge duels» 20:45 uur (UTC+1) | Montenegro       | 1 – 2 | Turkije                              | Pod Goricomstadion, Podgorica Toeschouwers: 2.885 Scheidsrechter: Daniel Siebert (GER) Video-assistent: Sascha Stegemann (GER) |
| 16 november WK-kwalificatie Groep G № 602 «onderlinge duels» 20:45 uur (UTC+1) | Fatos Bećiraj 4' |       | 22' Kerem Aktürkoğlu 60' Orkun Kökçü | Pod Goricomstadion, Podgorica Toeschouwers: 2.885 Scheidsrechter: Daniel Siebert (GER) Video-assistent: Sascha Stegemann (GER) |

### 2022
|                                                                             |                                               |       |                  | |
| 24 maart WK-kwalificatie Play-offs № 603 «onderlinge duels» 19:45 uur (UTC) | Portugal                                      | 3 – 1 | Turkije          | Estádio do Dragão, Porto Toeschouwers: 48.010 Scheidsrechter: Daniel Siebert (GER) Video-assistent: Marco Fritz (GER) |
| 24 maart WK-kwalificatie Play-offs № 603 «onderlinge duels» 19:45 uur (UTC) | Otávio 15' Diogo Jota 42' Matheus Nunes 90+4' |       | 65' Burak Yılmaz | Estádio do Dragão, Porto Toeschouwers: 48.010 Scheidsrechter: Daniel Siebert (GER) Video-assistent: Marco Fritz (GER) |

|                                                                       |                                   |       |                                                                 |                                                                                                |
| 29 maart Vriendschappelijk № 604 «onderlinge duels» 21:45 uur (UTC+3) | Turkije                           | 2 – 3 | Italië                                                          | Konya Büyükşehir Belediyestadion, Konya Toeschouwers: 40.000 Scheidsrechter: Enea Jorgji (ALB) |
| 29 maart Vriendschappelijk № 604 «onderlinge duels» 21:45 uur (UTC+3) | Cengiz Ünder 4' Serdar Dursun 83' |       | 35' Bryan Cristante 39' Giacomo Raspadori 70' Giacomo Raspadori | Konya Büyükşehir Belediyestadion, Konya Toeschouwers: 40.000 Scheidsrechter: Enea Jorgji (ALB) |

|                                                                                |                                                                           |       |         | |
| 4 juni UEFA Nations League Groep C1 № 605 «onderlinge duels» 21:45 uur (UTC+3) | Turkije                                                                   | 4 – 0 | Faeröer | Başakşehir Fatih Terimstadion, Istanboel Toeschouwers: 9.515 Scheidsrechter: Trustin Farrugia Cann (MLT) Video-assistent: Daniele Doveri (ITA) |
| 4 juni UEFA Nations League Groep C1 № 605 «onderlinge duels» 21:45 uur (UTC+3) | Cengiz Ünder 37' Halil Dervişoğlu 47' Serdar Dursun 82' Merih Demiral 85' |       |         | Başakşehir Fatih Terimstadion, Istanboel Toeschouwers: 9.515 Scheidsrechter: Trustin Farrugia Cann (MLT) Video-assistent: Daniele Doveri (ITA) |

|                                                                                |          | |         | |
| 7 juni UEFA Nations League Groep C1 № 606 «onderlinge duels» 21:45 uur (UTC+3) | Litouwen | 0 – 6 | Turkije | LFF-stadion, Vilnius Toeschouwers: 2.843 Scheidsrechter: Novak Simović (SRB) Video-assistent: Fran Jović (CRO) |
| 7 juni UEFA Nations League Groep C1 № 606 «onderlinge duels» 21:45 uur (UTC+3) |          | 2' Doğukan Sinik 14' Doğukan Sinik 56' (pen.) Serdar Dursun 81' Serdar Dursun 89' Yunus Akgün 90+1' Halil Dervişoğlu |         | LFF-stadion, Vilnius Toeschouwers: 2.843 Scheidsrechter: Novak Simović (SRB) Video-assistent: Fran Jović (CRO) |

|                                                                                 |           |                                               |         | |
| 11 juni UEFA Nations League Groep C1 № 607 «onderlinge duels» 20:45 uur (UTC+2) | Luxemburg | 0 – 2                                         | Turkije | Stade de Luxembourg, Luxemburg Toeschouwers: 9.374 Scheidsrechter: António Nobre (POR) Video-assistent: Luís Godinho (POR) |
| 11 juni UEFA Nations League Groep C1 № 607 «onderlinge duels» 20:45 uur (UTC+2) |           | 37' (pen.) Hakan Çalhanoğlu 76' Serdar Dursun |         | Stade de Luxembourg, Luxemburg Toeschouwers: 9.374 Scheidsrechter: António Nobre (POR) Video-assistent: Luís Godinho (POR) |

|                                                                                 |                                            |       |          | |
| 14 juni UEFA Nations League Groep C1 № 608 «onderlinge duels» 21:45 uur (UTC+3) | Turkije                                    | 2 – 0 | Litouwen | Gürsel Akselstadion, İzmir Toeschouwers: 14.694 Scheidsrechter: Stéphanie Frappart (FRA) Video-assistent: Benoît Millot (FRA) |
| 14 juni UEFA Nations League Groep C1 № 608 «onderlinge duels» 21:45 uur (UTC+3) | Kaan Ayhan 37' Hakan Çalhanoğlu 54' (pen.) |       |          | Gürsel Akselstadion, İzmir Toeschouwers: 14.694 Scheidsrechter: Stéphanie Frappart (FRA) Video-assistent: Benoît Millot (FRA) |

|                                                                                      |                                                                    |       |                                                         | |
| 22 september UEFA Nations League Groep C1 № 609 «onderlinge duels» 21:45 uur (UTC+3) | Turkije                                                            | 3 – 3 | Luxemburg                                               | Başakşehir Fatih Terimstadion, Istanboel Toeschouwers: 12.708 Scheidsrechter: Tobias Stieler (GER) Video-assistent: Benjamin Brand (GER) |
| 22 september UEFA Nations League Groep C1 № 609 «onderlinge duels» 21:45 uur (UTC+3) | Cengiz Ünder 16' (pen.) Maxime Chanot 39' (e.d.) İsmail Yüksek 87' |       | 8' Marvin Martins 37' Danel Sinani 69' Gerson Rodrigues | Başakşehir Fatih Terimstadion, Istanboel Toeschouwers: 12.708 Scheidsrechter: Tobias Stieler (GER) Video-assistent: Benjamin Brand (GER) |

|                                                                                      |                                                  |       |                   | |
| 25 september UEFA Nations League Groep C1 № 610 «onderlinge duels» 19:45 uur (UTC+1) | Faeröer                                          | 2 – 1 | Turkije           | Tórsvøllur, Tórshavn Toeschouwers: 2.056 Scheidsrechter: Sergiej Bojko (UKR) Video-assistent: Luca Pairetto (ITA) |
| 25 september UEFA Nations League Groep C1 № 610 «onderlinge duels» 19:45 uur (UTC+1) | Viljormur Davidsen 51' Jóan Símun Edmundsson 59' |       | 89' Serdar Gürler | Tórsvøllur, Tórshavn Toeschouwers: 2.056 Scheidsrechter: Sergiej Bojko (UKR) Video-assistent: Luca Pairetto (ITA) |

|                                                                          |                                 |       |                 | |
| 16 november Vriendschappelijk № 611 «onderlinge duels» 20:00 uur (UTC+3) | Turkije                         | 2 – 1 | Schotland       | Diyarbakırstadion, Diyarbakır Toeschouwers: 28.348 Scheidsrechter: Visar Kastrati (KOS) Video-assistent: Alban Shala (KOS) |
| 16 november Vriendschappelijk № 611 «onderlinge duels» 20:00 uur (UTC+3) | Ozan Kabak 40' Cengiz Ünder 49' |       | 62' John McGinn | Diyarbakırstadion, Diyarbakır Toeschouwers: 28.348 Scheidsrechter: Visar Kastrati (KOS) Video-assistent: Alban Shala (KOS) |

|                                                                          |                                    |       |                  |                                                                                    |
| 19 november Vriendschappelijk № 612 «onderlinge duels» 20:00 uur (UTC+3) | Turkije                            | 2 – 1 | Tsjechië         | Kalyonstadion, Gaziantep Toeschouwers: 30.400 Scheidsrechter: William Collum (SCO) |
| 19 november Vriendschappelijk № 612 «onderlinge duels» 20:00 uur (UTC+3) | Enes Ünal 31' Hakan Çalhanoğlu 70' |       | 56' Václav Černý | Kalyonstadion, Gaziantep Toeschouwers: 30.400 Scheidsrechter: William Collum (SCO) |

### 2023
|                                                                             |                       |       |                                      | |
| 25 maart EK-kwalificatie Groep D № 613 «onderlinge duels» 20:00 uur (UTC+4) | Armenië               | 1 – 2 | Turkije                              | Republikeins Stadion Vazgen Sargsian, Jerevan Toeschouwers: 14.125 Scheidsrechter: José María Sánchez Martínez (ESP) Video-assistent: Ricardo de Burgos Bengoetxea (ESP) |
| 25 maart EK-kwalificatie Groep D № 613 «onderlinge duels» 20:00 uur (UTC+4) | Ozan Kabak 10' (e.d.) |       | 35' Orkun Kökçü 64' Kerem Aktürkoğlu | Republikeins Stadion Vazgen Sargsian, Jerevan Toeschouwers: 14.125 Scheidsrechter: José María Sánchez Martínez (ESP) Video-assistent: Ricardo de Burgos Bengoetxea (ESP) |

|                                                                             |         |                                       |         | |
| 28 maart EK-kwalificatie Groep D № 614 «onderlinge duels» 21:45 uur (UTC+3) | Turkije | 0 – 2                                 | Kroatië | Bursa Büyükşehir Belediyestadion, Bursa Toeschouwers: 37.750 Scheidsrechter: Andreas Ekberg (SWE) Video-assistent: Christian Dingert (GER) |
| 28 maart EK-kwalificatie Groep D № 614 «onderlinge duels» 21:45 uur (UTC+3) |         | 20' Mateo Kovačić 45+4' Mateo Kovačić |         | Bursa Büyükşehir Belediyestadion, Bursa Toeschouwers: 37.750 Scheidsrechter: Andreas Ekberg (SWE) Video-assistent: Christian Dingert (GER) |

|                                                                            |                                         |       |                                                                  | |
| 16 juni EK-kwalificatie Groep D № 615 «onderlinge duels» 21:45 uur (UTC+3) | Letland                                 | 2 – 3 | Turkije                                                          | Skontostadion, Riga Toeschouwers: 6.287 Scheidsrechter: Tamás Bognár (HUN) Video-assistent: Luca Pairetto (ITA) |
| 16 juni EK-kwalificatie Groep D № 615 «onderlinge duels» 21:45 uur (UTC+3) | Eduards Emsis 51' Kristers Tobers 90+4' |       | 22' Abdülkerim Bardakcı 61' Cengiz Ünder 90+5' İrfan Can Kahveci | Skontostadion, Riga Toeschouwers: 6.287 Scheidsrechter: Tamás Bognár (HUN) Video-assistent: Luca Pairetto (ITA) |

|                                                                            |                               |       |       | |
| 19 juni EK-kwalificatie Groep D № 616 «onderlinge duels» 21:45 uur (UTC+3) | Turkije                       | 2 – 0 | Wales | Samsun 19 mei-stadion, Samsun Toeschouwers: 28.766 Scheidsrechter: Fabio Maresca (ITA) Video-assistent: Massimiliano Irrati (ITA) |
| 19 juni EK-kwalificatie Groep D № 616 «onderlinge duels» 21:45 uur (UTC+3) | Umut Nayir 72' Arda Güler 80' |       |       | Samsun 19 mei-stadion, Samsun Toeschouwers: 28.766 Scheidsrechter: Fabio Maresca (ITA) Video-assistent: Massimiliano Irrati (ITA) |

|                                                                                |                     |       |                   | |
| 8 september EK-kwalificatie Groep D № 617 «onderlinge duels» 21:45 uur (UTC+3) | Turkije             | 1 – 1 | Armenië           | Nieuw Eskişehirstadion, Eskişehir Toeschouwers: 31.740 Scheidsrechter: Daniele Orsato (ITA) Video-assistent: Paolo Valeri (ITA) |
| 8 september EK-kwalificatie Groep D № 617 «onderlinge duels» 21:45 uur (UTC+3) | Bertuğ Yıldırım 88' |       | 49' Artak Dasjjan | Nieuw Eskişehirstadion, Eskişehir Toeschouwers: 31.740 Scheidsrechter: Daniele Orsato (ITA) Video-assistent: Paolo Valeri (ITA) |

|                                                                           |                                                                           |       |                                    | |
| 12 september Vriendschappelijk № 618 «onderlinge duels» 14:20 uur (UTC+2) | Japan                                                                     | 4 – 2 | Turkije                            | Cegeka Arena, Genk Toeschouwers: 7.202 Scheidsrechter: Allard Lindhout (NED) Video-assistent: Erwin Blank (NED) |
| 12 september Vriendschappelijk № 618 «onderlinge duels» 14:20 uur (UTC+2) | Atsuki Ito 15' Keito Nakamura 28' Keito Nakamura 36' Junya Ito 78' (pen.) |       | 44' Ozan Kabak 61' Bertuğ Yıldırım | Cegeka Arena, Genk Toeschouwers: 7.202 Scheidsrechter: Allard Lindhout (NED) Video-assistent: Erwin Blank (NED) |

|                                                                               |         |                  |         | |
| 12 oktober EK-kwalificatie Groep D № 619 «onderlinge duels» 20:45 uur (UTC+2) | Kroatië | 0 – 1            | Turkije | Opus Arena, Osijek Toeschouwers: 12.812 Scheidsrechter: Anthony Taylor (ENG) Video-assistent: Stuart Attwell (ENG) |
| 12 oktober EK-kwalificatie Groep D № 619 «onderlinge duels» 20:45 uur (UTC+2) |         | 30' Barış Yılmaz |         | Opus Arena, Osijek Toeschouwers: 12.812 Scheidsrechter: Anthony Taylor (ENG) Video-assistent: Stuart Attwell (ENG) |

|                                                                               |                                                                      |       |         | |
| 15 oktober EK-kwalificatie Groep D № 620 «onderlinge duels» 21:45 uur (UTC+3) | Turkije                                                              | 4 – 0 | Letland | Konya Büyükşehir Belediyestadion, Konya Toeschouwers: 35.925 Scheidsrechter: Enea Jorgji (ALB) Video-assistent: Daniele Chiffi (ITA) |
| 15 oktober EK-kwalificatie Groep D № 620 «onderlinge duels» 21:45 uur (UTC+3) | Yunus Akgün 58' Cenk Tosun 84' Kerem Aktürkoğlu 88' Cenk Tosun 90+2' |       |         | Konya Büyükşehir Belediyestadion, Konya Toeschouwers: 35.925 Scheidsrechter: Enea Jorgji (ALB) Video-assistent: Daniele Chiffi (ITA) |

|                                                                          |                                    |       |                                                             | |
| 18 november Vriendschappelijk № 621 «onderlinge duels» 20:45 uur (UTC+1) | Duitsland                          | 2 – 3 | Turkije                                                     | Olympiastadion, Berlijn Toeschouwers: 72.592 Scheidsrechter: Bartosz Frankowski (POL) Video-assistent: Paweł Raczkowski (POL) |
| 18 november Vriendschappelijk № 621 «onderlinge duels» 20:45 uur (UTC+1) | Kai Havertz 5' Niclas Füllkrug 48' |       | 38' Ferdi Kadıoğlu 45+2' Kenan Yıldız 70' (pen.) Yusuf Sarı | Olympiastadion, Berlijn Toeschouwers: 72.592 Scheidsrechter: Bartosz Frankowski (POL) Video-assistent: Paweł Raczkowski (POL) |

|                                                                              |                  |       |                         | |
| 21 november EK-kwalificatie Groep D № 622 «onderlinge duels» 19:45 uur (UTC) | Wales            | 1 – 1 | Turkije                 | Cardiff City Stadium, Cardiff Toeschouwers: 32.291 Scheidsrechter: Matej Jug (SVN) Video-assistent: Nejc Kajtazović (SVN) |
| 21 november EK-kwalificatie Groep D № 622 «onderlinge duels» 19:45 uur (UTC) | Neco Williams 7' |       | 70' (pen.) Yusuf Yazıcı | Cardiff City Stadium, Cardiff Toeschouwers: 32.291 Scheidsrechter: Matej Jug (SVN) Video-assistent: Nejc Kajtazović (SVN) |

### 2024
|                                                                       |                               |       |         | |
| 22 maart Vriendschappelijk № 623 «onderlinge duels» 20:45 uur (UTC+1) | Hongarije                     | 1 – 0 | Turkije | Puskás Aréna, Boedapest Toeschouwers: 58.000 Scheidsrechter: Bartosz Frankowski (POL) Video-assistent: Piotr Lasyk (POL) |
| 22 maart Vriendschappelijk № 623 «onderlinge duels» 20:45 uur (UTC+1) | Dominik Szoboszlai 48' (pen.) |       |         | Puskás Aréna, Boedapest Toeschouwers: 58.000 Scheidsrechter: Bartosz Frankowski (POL) Video-assistent: Piotr Lasyk (POL) |

|                                                                       | |       |                             | |
| 26 maart Vriendschappelijk № 624 «onderlinge duels» 20:45 uur (UTC+1) | Oostenrijk | 6 – 1 | Turkije                     | Ernst Happelstadion, Wenen Toeschouwers: 38.500 Scheidsrechter: Daniele Chiffi (ITA) Video-assistent: Valerio Marini (ITA) |
| 26 maart Vriendschappelijk № 624 «onderlinge duels» 20:45 uur (UTC+1) | Xaver Schlager 2' Michael Gregoritsch 44' Michael Gregoritsch 48' Michael Gregoritsch 59' (pen.) Christoph Baumgartner 78' (pen.) Maximilian Entrup 90+5' |       | 25' (pen.) Hakan Çalhanoğlu | Ernst Happelstadion, Wenen Toeschouwers: 38.500 Scheidsrechter: Daniele Chiffi (ITA) Video-assistent: Valerio Marini (ITA) |

|                                                                     |        |       |         |                                                                                               |
| 4 juni Vriendschappelijk № 625 «onderlinge duels» 21:00 uur (UTC+2) | Italië | 0 – 0 | Turkije | Stadio Renato Dall'Ara, Bologna Toeschouwers: 25.012 Scheidsrechter: Sebastian Gishamer (AUT) |
| 4 juni Vriendschappelijk № 625 «onderlinge duels» 21:00 uur (UTC+2) |        |       |         | Stadio Renato Dall'Ara, Bologna Toeschouwers: 25.012 Scheidsrechter: Sebastian Gishamer (AUT) |

|                                                                      |                                         |       |                  | |
| 10 juni Vriendschappelijk № 626 «onderlinge duels» 20:45 uur (UTC+2) | Polen                                   | 2 – 1 | Turkije          | Nationaal Stadion, Warschau Toeschouwers: 48.677 Scheidsrechter: Balázs Berke (HUN) Video-assistent: Ferenc Karakó (HUN) |
| 10 juni Vriendschappelijk № 626 «onderlinge duels» 20:45 uur (UTC+2) | Karol Świderski 12' Nicola Zalewski 90' |       | 77' Barış Yılmaz | Nationaal Stadion, Warschau Toeschouwers: 48.677 Scheidsrechter: Balázs Berke (HUN) Video-assistent: Ferenc Karakó (HUN) |

| EK 2024 |
| ------- |

|                                                                         |                                                       |       |                        | |
| 18 juni EK-eindronde Groep F № 627 «onderlinge duels» 18:00 uur (UTC+2) | Turkije                                               | 3 – 1 | Georgië                | Signal Iduna Park, Dortmund Toeschouwers: 59.127 Scheidsrechter: Facundo Tello (ARG) Video-assistent: Alejandro Hernández (ESP) |
| 18 juni EK-eindronde Groep F № 627 «onderlinge duels» 18:00 uur (UTC+2) | Mert Müldür 25' Arda Güler 65' Kerem Aktürkoğlu 90+7' |       | 32' Georges Mikautadze | Signal Iduna Park, Dortmund Toeschouwers: 59.127 Scheidsrechter: Facundo Tello (ARG) Video-assistent: Alejandro Hernández (ESP) |

|                                                                         |         |                                                                 |          | |
| 22 juni EK-eindronde Groep F № 628 «onderlinge duels» 18:00 uur (UTC+2) | Turkije | 0 – 3                                                           | Portugal | Signal Iduna Park, Dortmund Toeschouwers: 61.047 Scheidsrechter: Felix Zwayer (GER) Video-assistent: Bastian Dankert (GER) |
| 22 juni EK-eindronde Groep F № 628 «onderlinge duels» 18:00 uur (UTC+2) |         | 21' Bernardo Silva 28' (e.d.) Samet Akaydın 56' Bruno Fernandes |          | Signal Iduna Park, Dortmund Toeschouwers: 61.047 Scheidsrechter: Felix Zwayer (GER) Video-assistent: Bastian Dankert (GER) |

|                                                                         |                  |       |                                       | |
| 26 juni EK-eindronde Groep F № 629 «onderlinge duels» 21:00 uur (UTC+2) | Tsjechië         | 1 – 2 | Turkije                               | Volksparkstadion, Hamburg Toeschouwers: 47.683 Scheidsrechter: István Kovács (ROU) Video-assistent: Tomasz Kwiatkowski (POL) |
| 26 juni EK-eindronde Groep F № 629 «onderlinge duels» 21:00 uur (UTC+2) | Tomáš Souček 66' |       | 51' Hakan Çalhanoğlu 90+4' Cenk Tosun | Volksparkstadion, Hamburg Toeschouwers: 47.683 Scheidsrechter: István Kovács (ROU) Video-assistent: Tomasz Kwiatkowski (POL) |

|                                                                               |                         |       |                                    | |
| 2 juli EK-eindronde Achtste finale № 630 «onderlinge duels» 21:00 uur (UTC+2) | Oostenrijk              | 1 – 2 | Turkije                            | Red Bull Arena, Leipzig Toeschouwers: 38.305 Scheidsrechter: Artur Soares Dias (POR) Video-assistent: Tiago Martins (POR) |
| 2 juli EK-eindronde Achtste finale № 630 «onderlinge duels» 21:00 uur (UTC+2) | Michael Gregoritsch 66' |       | 1' Merih Demiral 59' Merih Demiral | Red Bull Arena, Leipzig Toeschouwers: 38.305 Scheidsrechter: Artur Soares Dias (POR) Video-assistent: Tiago Martins (POR) |

|                                                                            |                                           |       |                   | |
| 6 juli EK-eindronde Kwartfinale № 631 «onderlinge duels» 21:00 uur (UTC+2) | Nederland                                 | 2 – 1 | Turkije           | Olympiastadion, Berlijn Toeschouwers: 70.091 Scheidsrechter: Clément Turpin (FRA) Video-assistent: Jérôme Brisard (FRA) |
| 6 juli EK-eindronde Kwartfinale № 631 «onderlinge duels» 21:00 uur (UTC+2) | Stefan de Vrij 70' Mert Müldür 76' (e.d.) |       | 35' Samet Akaydın | Olympiastadion, Berlijn Toeschouwers: 70.091 Scheidsrechter: Clément Turpin (FRA) Video-assistent: Jérôme Brisard (FRA) |

|  |  |  |  |  |  |  |  |  |

|                                                                                     |       |       |         | |
| 6 september UEFA Nations League Groep B4 № 632 «onderlinge duels» 19:45 uur (UTC+1) | Wales | 0 – 0 | Turkije | Cardiff City Stadium, Cardiff Toeschouwers: 28.625 Scheidsrechter: Rohit Saggi (NOR) Video-assistent: Carlos del Cerro Grande (ESP) |
| 6 september UEFA Nations League Groep B4 № 632 «onderlinge duels» 19:45 uur (UTC+1) |       |       |         | Cardiff City Stadium, Cardiff Toeschouwers: 28.625 Scheidsrechter: Rohit Saggi (NOR) Video-assistent: Carlos del Cerro Grande (ESP) |

|                                                                                     |                                                               |       |                    | |
| 9 september UEFA Nations League Groep B4 № 633 «onderlinge duels» 21:45 uur (UTC+3) | Turkije                                                       | 3 – 1 | IJsland            | Gürsel Akselstadion, İzmir Toeschouwers: 16.167 Scheidsrechter: Enea Jorgji (ALB) Video-assistent: Luca Pairetto (ITA) |
| 9 september UEFA Nations League Groep B4 № 633 «onderlinge duels» 21:45 uur (UTC+3) | Kerem Aktürkoğlu 2' Kerem Aktürkoğlu 52' Kerem Aktürkoğlu 88' |       | 37' Victor Pálsson | Gürsel Akselstadion, İzmir Toeschouwers: 16.167 Scheidsrechter: Enea Jorgji (ALB) Video-assistent: Luca Pairetto (ITA) |

|                                                                                    |                       |       |            | |
| 11 oktober UEFA Nations League Groep B4 № 634 «onderlinge duels» 21:45 uur (UTC+3) | Turkije               | 1 – 0 | Montenegro | Samsun 19 mei-stadion, Samsun Toeschouwers: 28.829 Scheidsrechter: Daniele Chiffi (ITA) Video-assistent: Marco Di Bello (ITA) |
| 11 oktober UEFA Nations League Groep B4 № 634 «onderlinge duels» 21:45 uur (UTC+3) | İrfan Can Kahveci 69' |       |            | Samsun 19 mei-stadion, Samsun Toeschouwers: 28.829 Scheidsrechter: Daniele Chiffi (ITA) Video-assistent: Marco Di Bello (ITA) |

|                                                                                  |                                        |       |                                                                                         | |
| 14 oktober UEFA Nations League Groep B4 № 635 «onderlinge duels» 18:45 uur (UTC) | IJsland                                | 2 – 4 | Turkije                                                                                 | Laugardalsvöllur, Reykjavik Toeschouwers: 5.260 Scheidsrechter: Damian Sylwestrzak (POL) Video-assistent: Paweł Malec (POL) |
| 14 oktober UEFA Nations League Groep B4 № 635 «onderlinge duels» 18:45 uur (UTC) | Orri Óskarsson 3' Andri Guðjohnsen 83' |       | 62' İrfan Can Kahveci 67' (pen.) Hakan Çalhanoğlu 88' Arda Güler 90+5' Kerem Aktürkoğlu | Laugardalsvöllur, Reykjavik Toeschouwers: 5.260 Scheidsrechter: Damian Sylwestrzak (POL) Video-assistent: Paweł Malec (POL) |

|                                                                                     |         |       |       | |
| 16 november UEFA Nations League Groep B4 № 636 «onderlinge duels» 20:00 uur (UTC+3) | Turkije | 0 – 0 | Wales | Kayseri Kadir Hasstadion, Kayseri Toeschouwers: 28.812 Scheidsrechter: Juan Martínez Munuera (ESP) Video-assistent: Alejandro Hernández (ESP) |
| 16 november UEFA Nations League Groep B4 № 636 «onderlinge duels» 20:00 uur (UTC+3) |         |       |       | Kayseri Kadir Hasstadion, Kayseri Toeschouwers: 28.812 Scheidsrechter: Juan Martínez Munuera (ESP) Video-assistent: Alejandro Hernández (ESP) |

|                                                                                     |                                                             |       |                  | |
| 19 november UEFA Nations League Groep B4 № 637 «onderlinge duels» 20:45 uur (UTC+1) | Montenegro                                                  | 3 – 1 | Turkije          | Stadion Gradski, Nikšić Toeschouwers: 2.579 Scheidsrechter: Urs Schnyder (SUI) Video-assistent: Lukas Fähndrich (SUI) |
| 19 november UEFA Nations League Groep B4 № 637 «onderlinge duels» 20:45 uur (UTC+1) | Nikola Krstović 29' Nikola Krstović 45' Nikola Krstović 73' |       | 37' Kenan Yıldız | Stadion Gradski, Nikšić Toeschouwers: 2.579 Scheidsrechter: Urs Schnyder (SUI) Video-assistent: Lukas Fähndrich (SUI) |

### 2025
|                                                                                   |                                                           |       |                    | |
| 20 maart UEFA Nations League Play-outs № 638 «onderlinge duels» 20:00 uur (UTC+3) | Turkije                                                   | 3 – 1 | Hongarije          | Rams Park, Istanboel Toeschouwers: 38.500 Scheidsrechter: Ivan Kružliak (SVK) Video-assistent: Michal Očenáš (SVK) |
| 20 maart UEFA Nations League Play-outs № 638 «onderlinge duels» 20:00 uur (UTC+3) | Orkun Kökçü 9' Kerem Aktürkoğlu 69' İrfan Can Kahveci 73' |       | 25' András Schäfer | Rams Park, Istanboel Toeschouwers: 38.500 Scheidsrechter: Ivan Kružliak (SVK) Video-assistent: Michal Očenáš (SVK) |

|                                                                                   |           |                                                                    |         | |
| 23 maart UEFA Nations League Play-outs № 639 «onderlinge duels» 18:00 uur (UTC+1) | Hongarije | 0 – 3                                                              | Turkije | Puskás Aréna, Boedapest Toeschouwers: 57.861 Scheidsrechter: Felix Zwayer (GER) Video-assistent: Bastian Dankert (GER) |
| 23 maart UEFA Nations League Play-outs № 639 «onderlinge duels» 18:00 uur (UTC+1) |           | 37' (pen.) Hakan Çalhanoğlu 39' Arda Güler 90' Abdülkerim Bardakcı |         | Puskás Aréna, Boedapest Toeschouwers: 57.861 Scheidsrechter: Felix Zwayer (GER) Video-assistent: Bastian Dankert (GER) |

|                                                                     |                  |   |         |                                                                                    |
| 7 juni Vriendschappelijk № 640 «onderlinge duels» 15:30 uur (UTC−4) | Verenigde Staten | – | Turkije | Pratt & Whitney Stadium, East Hartford Toeschouwers: n.n.b. Scheidsrechter: n.n.b. |
| 7 juni Vriendschappelijk № 640 «onderlinge duels» 15:30 uur (UTC−4) |                  |   |         | Pratt & Whitney Stadium, East Hartford Toeschouwers: n.n.b. Scheidsrechter: n.n.b. |

|                                                                      |        |   |         |                                                                        |
| 10 juni Vriendschappelijk № 641 «onderlinge duels» 20:30 uur (UTC−4) | Mexico | – | Turkije | Kenan Stadium, Chapel Hill Toeschouwers: n.n.b. Scheidsrechter: n.n.b. |
| 10 juni Vriendschappelijk № 641 «onderlinge duels» 20:30 uur (UTC−4) |        |   |         | Kenan Stadium, Chapel Hill Toeschouwers: n.n.b. Scheidsrechter: n.n.b. |

|                                                                                |         |   |         |                                                    |
| 4 september WK-kwalificatie Groep E № 642 «onderlinge duels» 20:00 uur (UTC+4) | Georgië | – | Turkije | n.n.b. Toeschouwers: n.n.b. Scheidsrechter: n.n.b. |
| 4 september WK-kwalificatie Groep E № 642 «onderlinge duels» 20:00 uur (UTC+4) |         |   |         | n.n.b. Toeschouwers: n.n.b. Scheidsrechter: n.n.b. |

|                                                                                |         |   |        |                                                    |
| 7 september WK-kwalificatie Groep E № 643 «onderlinge duels» 21:45 uur (UTC+3) | Turkije | – | Spanje | n.n.b. Toeschouwers: n.n.b. Scheidsrechter: n.n.b. |
| 7 september WK-kwalificatie Groep E № 643 «onderlinge duels» 21:45 uur (UTC+3) |         |   |        | n.n.b. Toeschouwers: n.n.b. Scheidsrechter: n.n.b. |

|                                                                               |           |   |         |                                                    |
| 11 oktober WK-kwalificatie Groep E № 644 «onderlinge duels» 21:45 uur (UTC+3) | Bulgarije | – | Turkije | n.n.b. Toeschouwers: n.n.b. Scheidsrechter: n.n.b. |
| 11 oktober WK-kwalificatie Groep E № 644 «onderlinge duels» 21:45 uur (UTC+3) |           |   |         | n.n.b. Toeschouwers: n.n.b. Scheidsrechter: n.n.b. |

|                                                                               |         |   |         |                                                    |
| 14 oktober WK-kwalificatie Groep E № 645 «onderlinge duels» 21:45 uur (UTC+3) | Turkije | – | Georgië | n.n.b. Toeschouwers: n.n.b. Scheidsrechter: n.n.b. |
| 14 oktober WK-kwalificatie Groep E № 645 «onderlinge duels» 21:45 uur (UTC+3) |         |   |         | n.n.b. Toeschouwers: n.n.b. Scheidsrechter: n.n.b. |

|                                                                                |         |   |           |                                                    |
| 15 november WK-kwalificatie Groep E № 646 «onderlinge duels» 20:00 uur (UTC+3) | Turkije | – | Bulgarije | n.n.b. Toeschouwers: n.n.b. Scheidsrechter: n.n.b. |
| 15 november WK-kwalificatie Groep E № 646 «onderlinge duels» 20:00 uur (UTC+3) |         |   |           | n.n.b. Toeschouwers: n.n.b. Scheidsrechter: n.n.b. |

|                                                                                |        |   |         |                                                    |
| 18 november WK-kwalificatie Groep E № 647 «onderlinge duels» 20:45 uur (UTC+1) | Spanje | – | Turkije | n.n.b. Toeschouwers: n.n.b. Scheidsrechter: n.n.b. |
| 18 november WK-kwalificatie Groep E № 647 «onderlinge duels» 20:45 uur (UTC+1) |        |   |         | n.n.b. Toeschouwers: n.n.b. Scheidsrechter: n.n.b. |

TFF · A-internationals · Selecties · Bondscoaches · Turks vrouwenelftal · Olympisch elftal · Turkije U21 · Turkije U20 · Turkije U19 · Turkije U18 · Turkije U17 · Turkije U16
1923 – 1929 · 
1930 – 1939 · 
1940 – 1949 · 
1950 – 1959 · 
1960 – 1969 · 
1970 – 1979 · 
1980 – 1989 · 
1990 – 1999 · 
2000 – 2009 · 
2010 – 2019 ·
2020 − 2029
EK 1996 · 
EK 2000 · 
EK 2008 · 
EK 2016 ·
EK 2020 ·
EK 2024 · WK 1954 · WK 2002 · OS 1924 · 
OS 1928 · 
OS 1936 · 
OS 1948 · 
OS 1952 · 
OS 1960
1923 · 
1924 · 
1925 · 
1926 · 
1927 · 
1928 · 
1929 · 1930 · 
1931 · 
1932 · 
1933 · 1934 · 1935 · 
1936 · 
1937 · 
1938 · 1939 · 1940 · 1941 · 1942 · 1943 · 1944 · 1945 · 1946 · 1947 · 
1948 · 
1949 · 
1950 · 
1952 · 
1952 · 
1953 · 
1954 · 
1955 · 
1956 · 
1957 · 
1958 · 
1959 · 
1960 · 
1961 · 
1962 · 
1963 · 
1964 · 
1965 · 
1966 · 
1967 · 
1968 · 
1969 · 
1970 · 
1971 · 
1972 · 
1973 · 
1974 · 
1975 · 
1976 · 
1977 · 
1978 · 
1979 · 
1980 · 
1981 · 
1982 · 
1983 · 
1984 · 
1985 · 
1986 · 
1987 · 
1988 · 
1989 · 
1990 · 
1991 · 
1992 · 
1993 · 
1994 · 
1995 · 
1996 · 
1997 · 
1998 · 
1999 · 
2000 · 
2001 · 
2002 · 
2003 · 
2004 · 
2005 · 
2006 · 
2007 · 
2008 · 
2009 · 
2010 · 
2011 · 
2012 · 
2013 · 
2014 · 
2015 ·
2016 ·
2017 ·
2018 ·
2019 ·
2020 ·
2021 ·
2022 ·
2023 ·
2024
Albanië ·
Algerije ·
Andorra ·
Angola ·
Armenië ·
Australië ·
Azerbeidzjan ·
België ·
Bosnië en Herzegovina ·
Brazilië ·
Bulgarije ·
Canada ·
Chili ·
China ·
Colombia ·
Costa Rica ·
DDR ·
Denemarken ·
Duitsland ·
Ecuador ·
Egypte ·
Engeland ·
Estland ·
Ethiopië ·
Faeröer ·
Finland ·
Frankrijk ·
Georgië ·
Ghana ·
Gibraltar ·
Griekenland ·
Guinee ·
Honduras ·
Hongarije ·
Ierland ·
IJsland ·
Irak ·
Iran ·
Israël ·
Italië ·
Ivoorkust ·
Japan ·
Joegoslavië ·
Kameroen ·
Kazachstan ·
Kosovo ·
Kroatië ·
Letland ·
Libanon ·
Libië ·
Liechtenstein ·
Litouwen ·
Luxemburg ·
Maleisië ·
Malta ·
Moldavië ·
Montenegro · 
Nederland ·
Nieuw-Zeeland ·
Noord-Ierland ·
Noord-Macedonië ·
Noorwegen ·
Oekraïne ·
Oezbekistan ·
Oostenrijk ·
Pakistan ·
Paraguay ·
Polen ·
Portugal ·
Qatar · 
Roemenië ·
Rusland ·
San Marino ·
Saoedi-Arabië ·
Schotland ·
Senegal ·
Servië ·
Slovenië · 
Slowakije ·
Sovjet-Unie ·
Spanje ·
Syrië ·
Tsjechië ·
Tsjecho-Slowakije ·
Tunesië ·
Uruguay ·
Verenigde Staten ·
Wales ·
Wit-Rusland ·
Zuid-Afrika ·
Zuid-Korea ·
Zweden ·
Zwitserland
Brazilië (2002, 1) · 
Costa Rica (2002) · 
Duitsland (2008) · 
Italië (2021) · 
Kroatië (2008) · 
Kroatië (2016) · 
Portugal (2008) · 
Spanje (2016) · 
Tsjechië (2008) · 
Wales (2021) · 
Zwitserland (2008) · 
Zwitserland (2021)
CONMEBOL: Argentinië · Bolivia · Brazilië · Chili · Colombia · Ecuador · Paraguay · Peru · Uruguay · Venezuela

UEFA: Albanië · Andorra · Armenië · Azerbeidzjan · België · Bosnië en Herzegovina · Bulgarije · Cyprus · Denemarken · Duitsland · Engeland · Estland · Faeröer · Finland · Frankrijk · Georgië · Gibraltar · Griekenland · Hongarije · IJsland · Ierland · Israël · Italië · Kazachstan · Kosovo · Kroatië · Letland · Liechtenstein · Litouwen · Luxemburg · Malta · Moldavië · Montenegro · Nederland · Noord-Ierland · Noord-Macedonië · Noorwegen · Oekraïne · Oostenrijk · Polen · Portugal · Roemenië · Rusland · San Marino · Schotland · Servië · Slovenië · Slowakije · Spanje · Tsjechië · Turkije · Wales · Wit-Rusland · Zweden · Zwitserland

AFC: Australië · China · Irak · Iran · Japan · Libanon · Oezbekistan · Oman · Qatar · Saoedi-Arabië · Syrië · Verenigde Arabische Emiraten · Vietnam · Zuid-Korea

CAF: Algerije · Burkina Faso · Congo-Kinshasa · Egypte · Ghana · Ivoorkust · Kaapverdië · Kameroen · Mali · Marokko · Nigeria · Senegal · Tunesië · Zuid-Afrika

CONCACAF: Canada · Costa Rica · Curaçao · El Salvador · Honduras · Jamaica · Mexico · Panama · Suriname · Verenigde Staten

OFC: Nieuw-Zeeland